# السوقر
السوقر مدينة جزائرية تأسست سنة 1883 بمنطقة أولاد عزيز وهو أكبر اعراش المنطقة بولاية تيارت، وبلدية تابعة إقليميا إلى دائرة السوقر ولاية تيارت الجزائرية، حيث تعدّ ثاني أكبر مدينة في الولاية بعد مدينة تيارت. تبعد عن تيارت ب25 كلم وعن وهران 246 كلم وعن الجزائر العاصمة 307 كلم.
سميت في العهد الاستعماري (تريزال) نسبة إلى الجنرال الفرنسي كاميل ألفونس تريزال المتوفى سنة 1860.

## تسمية
أصل تسمية سوقر TASSOUGART هو بربري وذلك نسبة إلى التربة وكانت المنطقة تسمى عين الصقور، بسبب انتشارظاهرة الصيد بالصقور التي امتدت إلى غاية قصر الشلالة وطاقين، ومع مرور الوقت وهناك من يقول أنها تعني المكان المنبسط الذي يقع بين جبلين، وإذا وضعنا اسقاطا على المنطقة لوجدنا مدينة السوقر تقع بين جبلين هما جبل تمرجانت وجبل رمايلية

## الإدارة

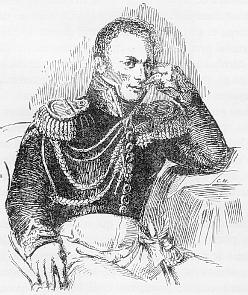
كاميل ألفونس تريزال

مرت السوقربالعديد من المحطات التاريخية أهمها:
- تم اتخاذ قرار إنشاء مركز استيطان في مكان يسمى السوقر بموجب مرسوم صادر في 21 ديسمبر 1881، لكن أعمال التثبيت الأولى لم تتم إلا في عام 1893.
- سُمي المركز تريزيل Trézel في عام 1890 وتم توسيعه في عام 1914.
- بلدية كاملة الصلاحيات بمرسوم 28 سبتمبر 1946.
- ألحقت البلدية بعمالة تيارت سنة 1956

## عمران

### أحياء السوقر
- بلغويني،
- الأمير عبد القادر
- دالاس
- بوريشة جيلالي،
- الحي القروي،
- فيلاج بكير،
- الحراش،
- البناء الذاتي،
- الصومال،
- كاسطور،
- صفا عبد القادر،
- المرحلة الأولى،
- المرحلة الثانية،
- المرحلة الثالثة،
- المرحلة الرابعة،
- ابن باديس-
- حي EPLF
- حي لوماني مكي
- عواد بغداد
- حي الحمري120 سكن

## اقتصاد

### التجارة
تعدّ مدينة السوقر مركز تجاري واقتصادي هام بالمنطقة إذ تحتوي على أحد أكبر الأسواق الأسبوعية في الجزائر الذي كان يعد ثاني أكبر سوق للمواشي  في شمال أفريقيا حيث يأتيه التجار والموالون من كل ربوع الوطن كل يوم السبت.

### الصناعة
كما تحتوي مدينة السوقر على مؤسسستين عموميتين بارزتين وهما الشركة الوطنية للبناءات الحديدية المصنعة
Baticim والشركة الوطنية للصناعات الالكتروكيميائية Enpec إضافة إلى عدة مؤسسات خاصة صغيرة تنشط معظمها في مجال الصناعات الغذائية وفي المستقبل القريب سيتم فتح مصفاة البترول بمنطقة سيد العابد التابعة لبلدية السوقر
وتتميز المدينة بالصناعة التقليدية كصناعة السروج إذ تعدّ المنطقة الوحيدة التي ما زال يصنع فيها السروج بالجزائر إضافة إلى صناعة الزرابي وغيرها.

### سياحة
وتحتوي مدينة السوقر على أربعة فنادق منها فندق باب الصحراء ذو 4 نجوم ويقع في طريق توسنينة.

## مواصلات
- الطريق الوطني رقم90
- الطريق الوطني رقم23

## التعليم

### تعليم العالي
- الملحقة الجامعية - سوقر[6]

## ثقافة
ثقافيا تعد السوقر عماد الثقافة والفن في الولاية إذ أنجبت عددا من المطربين وكذلك عدة فرق فولكلورية وعصرية مثل فرقة ثلاثي الهضاب كما وجد الفن الأندلسي مكانة له في المدينة والمنطقة بأكملها من خلال جمعية الأمل للموسيقى الأندلسية المتأسسة سنة 1977 والتي شاركت في عدة تظاهرات فنية في الوطن أخرها الأسبوع الثقافي لولاية تيارت. وفرقة أنجال مولاي عبد الله الشريف.
تحتوي المدينة على مختلف فئات المجتمع الجزائري العرب والأمازيغ خاصة بنو ميزاب والقبائل والشاوية. إذ يوجد مسجد للطائفة الإباضية في المدينة من ضمن 17 مسجدا بالمدينة.

## الرياضة
- الاتحاد الرياضي لبلدية السوقر

## أعلام
- جمال سجاتي

## وصلات خارجية
- بلديـة السوقر

1. ↑  GeoNames (بالإنجليزية), 2005, QID:Q830106
2. ↑  "معلومات عن السوقر على موقع geonames.org". geonames.org. مؤرشف من الأصل في 2019-12-11.
3. ↑  عبد القادر مرجاني (أفريل2022). "تاريخ مدينة السوقر حول إضاءات". مجلةالعبر للدراسات التاريخية والأثرية في شمال إفريقيا ع. 02. مؤرشف من الأصل في 2022-06-17. اطلع عليه بتاريخ 3. {{استشهاد بدورية محكمة}}: تحقق من التاريخ في: |تاريخ الوصول= و|تاريخ= (مساعدة)
4. ↑  "Recherche géographique". anom.archivesnationales.culture.gouv.fr. مؤرشف من الأصل في 2020-06-26. اطلع عليه بتاريخ 2024-01-21.
5. ↑  "سوق السوقر للمواشي". المغرب الاوسط. مؤرشف من الأصل في 2024-01-22. اطلع عليه بتاريخ 2024-01-21.
6. ↑  "نبذة عن الملحقة". www.univ-tiaret.dz. مؤرشف من الأصل في 2024-01-22. اطلع عليه بتاريخ 2024-01-21.